# خفسة
خفسة بلدة ومركز ناحية إدارية تابعة لمنطقة منبج في محافظة حلب في سوريا. تقع شمال شرق مدينة حلب. بلغ عدد سكان الناحية 92,368 نسمة حسب تعداد عام 2004.
تقع على جانبيها هضبتان أثريتان مهملتان. لا تبعد أكثر من 1 كيلومتر عن بحيرة الفرات. من قراها تل أسود، الشيحة، أربع كبير، الشعيب،  قبب كبير (معرضة صغيرة - كبيرة)، الذخيرة.